# نتريد

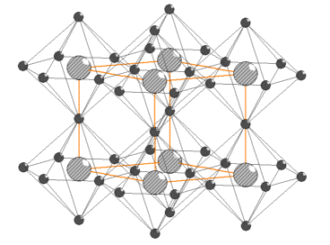

النتريد هو عبارة عن مجموعة وظيفية للمركبات الكيميائية الحاوية على النتروجين عندما يكون في حالة الأكسدة −3. تشمل النتريدات طائفة واسعة من المركبات التي لها خصائص وتطبيقات عدّة.

## الأنواع
- نتريدات تساهمية مثل نتريد البورون BN ونتريد السيليكون Si3N4
- نتريدات فلزية مثل نتريد التيتانيوم TiN ونتريد الكروم CrN
- نتريدات ملحية (ذات صفة أيونية) مثل نتريد الليثيوم Li3N و نتريد المغنسيوم Mg3N2

## الاستخدامات
إنّ النتريدات، مثل الكربيدات، عبارة عن مواد حرارية وذلك بسبب ارتفاع قيمة طاقة الشبكة البلورية، مما يعكس الجذب القويّ من أنيون N−3 للكاتيون الفلزّي. بالتالي، يستخدم نتريد التيتانيوم ونتريد السيليكون في صناعة المعدّات اللازمة للقطع وفي تقسية المواد. يعدّ نتريد البورون، والذي له بنية سداسيّة على شكل طبقات، من أحد المواد المستخدمة في مجال التزليق عند درجات الحرارة المرتفعة، وذلك مثل ثنائي كبريتيد الموليبدنوم. عادةً ما تكون فجوة النطاق للنتريدات كبيرة، ولذلك تستخدم هذه المركّبات كمواد عازلة. يتميّز مركّب نتريد الغاليوم بأنّه يعطي ضوء أزرق في مصابيح الصمّامات الثنائيّة الباعثة للضوء. مثل بعض الأكاسيد فإنّ النتريدات يمكن لها أن تمتزّ الهيدروجين، وقد بُحث استخدام بعضها من أجل تخزين الهيدروجين مثل نتريد الليثيوم.